# Batendo Ponto
Batendo Ponto é uma série televisiva produzida pela TV Globo e exibida de 3 de abril de 2011 até 15 de maio de 2011.
Contou com Ingrid Guimarães, Alexandre Nero, Luis Miranda, Pedro Paulo Rangel, Stênio Garcia e Orã Figueiredo nos papéis principais.

## Antecedentes
O episódio piloto foi lançado em 28 de dezembro de 2010, como um especial de fim de ano, junto com Tal Filho, Tal Pai, Diversão & Cia e Programa Piloto.
A partir do dia 3 de abril de 2011, a série entrou para a grade fixa da emissora, sendo exibida aos domingos, depois do Fantástico.
Por falta de audiência, a série não foi renovada para uma segunda temporada e a Rede Globo decidiu cancelar a série após uma temporada com apenas sete episódios, cujo último episódio foi ao ar no dia 15 de maio de 2011. Na semana seguinte, a sessão de cinema Domingo Maior voltou a ser exibida após o Fantástico. O espaço que era ocupado pelo humorístico passou a ser preenchido com filmes.

## Sinopse
Valquíria, mais conhecida como Val, é a secretária da filial carioca da Colapax, uma empresa catarinense líder no mercado de colas. Há cinco anos no cargo, ela é o braço direito do gerente Guilherme. Além de lidar com o ego do chefe, Val precisa equilibrar a loucura de seus colegas. Responsável por tudo na empresa e sobrecarregada de funções, ela está sempre esperando que um milagre aconteça e seu chefe resolva lhe dar um aumento. Afinal, é mãe solteira e precisa se desdobrar para criar sozinha a filha Stephany. Mas nada que tire seu bom-humor. Apesar de uma rotina atribulada, Val consegue encontrar um tempo para namorar. Caíque, seu colega de trabalho, é o galanteador da empresa e mantém um relacionamento com ela. Conhecendo a fama do vendedor, a secretária está sempre com um pé atrás com a relação.

## Elenco
| Ator               | Personagem           |
| ------------------ | -------------------- |
| Ingrid Guimarães   | Valquíria Dias (Val) |
| Alexandre Nero     | Caíque               |
| Daniele Valente    | Amanda do RH         |
| Luis Miranda       | Jorge                |
| Pedro Paulo Rangel | Guilherme            |
| Stênio Garcia      | Nestor               |
| Cláudia Mello      | Dona Flora           |
| Fernando Ceylão    | Chico                |
| Orã Figueiredo     | Paiva                |
| Ícaro Silva        | Kleiton              |
| Isabela Cunha      | Stephany             |

### Participações especiais
- Aisha Jambo - Virgínia
- Terezinha Elisa - Dora
- Carmem Verônica - Leonora
- Hugo Resende - Bina
- Alessandra Maestrini - Sofia
- Bel Kutner - Verinha
- Mayana Neiva - Vitória

### Elenco do especial de fim de ano
| Ator               | Personagem      |
| ------------------ | --------------- |
| Ingrid Guimarães   | Val (Valquíria) |
| Alexandre Nero     | Caíque          |
| Felipe Abib        | Paiva           |
| Pedro Paulo Rangel | Guilherme       |
| Stênio Garcia      | Nestor          |
| Daniele Valente    | Amanda          |
| Cláudia Mello      | Dona Flora      |
| Eduardo Landim     | Kleiton         |
| Fernando Ceylão    | Chico           |
| Luís Miranda       | Jorge           |
| Paulo Betti        | João            |
| Isabella Dionísio  | Júlia           |